# José Luis Perales
José Luis Perales Morillas, connu sous le nom de José Luis Perales, est un auteur-compositeur-interprète espagnol né le 18 janvier 1945 à Castejón. Il est l'auteur de plus de 510 chansons, en majorité romantiques, (« ballades »). 
Ses singles les plus populaires sont « Quisiera Decir tu Nombre », « ¿Y cómo es él? » et « ¿Qué Pasará Mañana ?
Il est en particulier l'auteur du thème Porque te vas qui fut interprété par Jeanette et connut un immense succès en 1976. 

## Biographie
S'étant orienté au départ vers le domaine de l'électricité industrielle (il travaille comme dessinateur industriel), il écrit parallèlement de nombreuses chansons, pensant les faire interpréter par d'autres.
En 1970, il fait la connaissance de Rafael Trabucchelli (important producteur discographique espagnol) qui l'incite à se lancer dans la chanson. Il compose alors en 1974 la chanson Porque te vas, interprétée par Jeannette, que le cinéaste Carlos Saura intègrera à la bande originale de son film Cria Cuervos.
Il compose ensuite un premier album, dont la chanson Celos de mi guitarra fut un des succès en Espagne et dans toute l'Amérique latine. Il abandonne alors définitivement son travail dans l'électricité, et entame une grande carrière d'auteur-compositeur-interprète.
Son répertoire est surtout composé de chansons romantiques, et son thème principal (mais pas unique) est l'amour et les relations entre hommes et femmes. Parmi les titres les plus connus, on peut citer Que pasara mañana, Dime, Un velero llamado Libertad, El amor, Quisiera decir tu nombre, Que canten los niños, Gente maravillosa, Me llamas, Te quiero, América, ¿Y cómo es él? et bien d'autres. C'est aussi un remarquable mélodiste, qui sait se renouveler à chaque nouvelle composition.
Il a enregistré plus de 27 albums, dont il s'est vendu plus de 50 millions d'exemplaires dans le monde. Il a composé également pour de nombreux artistes (Isabel Pantoja, Raphael, Miguel Bosé, Julio Iglesias, Rocío Jurado, Jeanette, Paloma San Basilio et même le groupe La Oreja De Van Gogh). Il a reçu plus de 100 disques d'or et de platine, et a effectué de nombreuses tournées en Amérique Latine, et aux États-Unis.
En 2009, José-Luis Perales a composé toutes les chansons de l'album "Propiedad de nadie" de la chanteuse espagnole Rosa López, et a interprété de plus un duo avec elle sur le même disque.
Il est également très impliqué dans l'association "Aldeas Infantiles SOS" (aide aux enfants défavorisés) à laquelle il offre, à chaque nouveau disque, les droits d'une de ses chansons.
Il a déposé plus de 500 chansons à la Sociedad General de Autores de España (SGAE).
En 2015, il publie son premier roman, intitulé La mélodia del tiempo.
En 2017, il reçoit la médaille d'or du mérite des beaux-arts.
En 2019, il annonce qu'à l'issue d'une dernière tournée, il se retirera de la scène.
Il clôt sa carrière avec un concert historique de deux heures à Montevideo (Uruguay) dans la salle Antel Arena le 24 avril  2022.

## Discographie
- 1973 : Mis canciones
- 1974 : El Pregón
- 1975 : Para vosotros canto
- 1976 : Por si quieres conocerme
- 1978 : Como la lluvia fresca
- 1978 : Soledades (paru en Amérique Latine uniquement)
- 1979 : Tiempo de otoño
- 1981 : Nido de águilas
- 1982 : Entre el agua y el fuego
- 1984 : Amaneciendo en tí
- 1986 : Con el paso del tiempo
- 1987 : Sueño de libertad
- 1989 : La espera
- 1990 : A mis amigos
- 1990 : A tí mujer
- 1990 : Mis canciones
- 1991 : América
- 1993 : Gente maravillosa
- 1994 : Mis 30 mejores canciones
- 1996 : En clave de amor
- 1998 : Quédate conmigo
- 2000 : Me han contado que existe un paraíso
- 2001 : Grandes éxitos
- 2001 : Simplemente lo mejor
- 2002 : Perales
- 2002 : Personalidad
- 2006 : Navegando en tí
- 2012 : Calle soledad
- 2016 : Calma
- 2019 : Mirándote a los ojos